# Herbert Obenaus
Herbert Obenaus (* 3. März 1931 in Köln; † 29. Oktober 2021) war ein deutscher Historiker und Hochschullehrer. Er war Professor für Neuere Geschichte an der Universität Hannover und hat zahlreiche wissenschaftliche Publikationen zur neueren Sozial-, Verfassungs- und Parlamentarismusgeschichte, ferner zur regionalen und lokalen Zeitgeschichte veröffentlicht.

## Leben
Als Professor für Geschichte an der Universität Hannover setzte sich Herbert Obenaus für die Erforschung und Dokumentation der Geschichte aller Gruppen von Verfolgten des NS-Regimes ein. Auch den Formen des Widerstandes gegen die Terrorherrschaft insbesondere auf dem Gebiet des heutigen Landes Niedersachsen galt sein aufklärerisches wissenschaftliches Interesse. Weit über den Wirkungskreis eines akademischen Lehrers hinaus hat er in der Öffentlichkeit Einfluss genommen. Durch eigene Forschungsarbeiten und durch fachliche Beratung verschiedener Initiativen hat er zum Aufbau und zur Entfaltung von regionalen Gedenkstätten erheblich beigetragen.
Besondere Verdienste hat sich Obenaus bei der Redaktionsarbeit und Herausgabe des zweibändigen Historischen Handbuchs der jüdischen Gemeinden in Niedersachsen und Bremen erworben, das in Zusammenarbeit mit David Bankier und Daniel Fraenkel von der Gedenkstätte Yad Vashem in Jerusalem 2005 in deutscher und hebräischer Sprache veröffentlicht werden konnte.
Bernd Busemann, damaliger niedersächsischer Kultusminister, führte anlässlich der Verleihung des Niedersächsischen Verdienstordens am 22. März 2007 in Hannover aus:

„Wenn Niedersachsen sich heute durch Vielfalt und Qualität der regionalen Gedenkstättenarbeit auszeichnet, dann ist das ganz wesentlich Herbert Obenaus zu verdanken. Darüber hinaus war seine Zusammenarbeit bei der Aufklärung der NS-Verbrechen, insbesondere mit Archiven und Gedenkstätten in Israel, Polen und Lettland, ein wichtiger Beitrag zur Verständigung zwischen den Völkern.“

„Prof. Dr. Obenaus hat sich um die Aufarbeitung der NS-Vergangenheit in Deutschland und speziell in Niedersachsen verdient gemacht. Er hat durch seine Arbeit nicht nur der wissenschaftlichen Welt überzeugend vermittelt, dass Deutschland sich seiner Vergangenheit aufrichtig stellt. In besonderer Weise hat er sich um die deutsch-jüdischen bzw. deutsch-israelischen Beziehungen verdient gemacht.“

Er war mit der Historikerin Sibylle Obenaus (1934–2020) verheiratet.

## Arbeit in Gremien
1988 wurde Obenaus als Mitglied in den damals neu eingerichteten Wissenschaftlichen Beirat der Gedenkstätte Bergen-Belsen berufen. Von 1991 bis 2004 war er Vorsitzender des Wissenschaftlichen Beirats für die Förderung der Gedenkstättenarbeit in Niedersachsen. Unter seiner Leitung entstand in Zusammenarbeit mit dem Göttinger Verlag Vandenhoeck & Ruprecht die Schriftenreihe der „Bergen-Belsen-Schriften“, in der wissenschaftliche Arbeiten zur Gedenkstättenkultur sowie quellenkritisch kommentierte Berichte von überlebenden Zeitzeugen publiziert werden. Ab 2001 war er Mitglied der internationalen Expertenkommission für die Neugestaltung der Gedenkstätte Bergen-Belsen.

## Auszeichnungen
- Verdienstkreuz am Bande des Niedersächsischen Verdienstordens (2007)

## Werke (Auswahl)
- Recht und Verfassung der Gesellschaften mit St. Jörgenschild in Schwaben. Untersuchungen über Adel, Einung, Schiedsgericht und Fehde im 15. Jahrhundert (= Veröffentlichungen des Max-Planck-Instituts für Geschichte. Band 7). Vandenhoeck & Ruprecht, Göttingen 1961, DNB 453618839 (Zugleich Dissertation, Universität Göttingen).
- Die Anfänge des Parlamentarismus in Preußen bis 1848 (= Handbuch der Geschichte des deutschen Parlamentarismus). Droste, Düsseldorf 1984, ISBN 3-7700-5116-5 (Teilweise zugleich: Hannover, Technische Universität, Habilitationsschrift).
- (Bearbeitet und kommentiert von Herbert und Sibylle Obenaus): „Schreiben, wie es wirklich war…“. Die Aufzeichnungen Karl Dürkefäldens aus der Zeit des Nationalsozialismus. Hrsg. von der Niedersächsischen Landeszentrale für politische Bildung, Hannover 1985, DNB 860034410.
- Die Räumung der hannoverschen Konzentrationslager im April 1945. In: Rainer Fröbe u. a. (Hrsg.): Konzentrationslager in Hannover. KZ-Arbeit und Rüstungsindustrie in der Spätphase des Zweiten Weltkriegs. Band 2. August Lax, Hildesheim 1985, DNB 205891195, S. 493–544.
- Zur Nachkriegsgeschichte der hannoverschen Konzentrationslager. In: Rainer Fröbe u. a. (Hrsg.): Konzentrationslager in Hannover. KZ-Arbeit und Rüstungsindustrie in der Spätphase des Zweiten Weltkriegs. Band 2. August Lax, Hildesheim 1985, DNB 205891195, S. 545–585.
- (Aufsatz). In: Karljosef Kreter (Red.): Die Erschießungen auf dem Seelhorster Friedhof in Hannover, April 1945 (= Hannoversche Geschichtsblätter. Beiheft 3 zu Neue Folge, Band 59). Hrsg. von Landeshauptstadt Hannover. Hannover, Stadtarchiv. Hahn, Hannover 1987, ISBN 3-7752-5956-2.
- „Sei stille, sonst kommst Du nach Ahlem!“ Zur Funktion der Gestapostelle in der ehemaligen Israelitischen Gartenbauschule von Ahlem (1943–1945) (= Hannoversche Geschichtsblätter. Neue Folge, Band 41). Landeshauptstadt Hannover, Kulturamt, Hannover 1988.
- Politische Häftlinge im Gerichtsgefängnis Hannover während der nationalsozialistischen Herrschaft. Landeshauptstadt Hannover, Hannover 1990.
- Widerstand im Abseits. Hannover 1933–1945. Beitrage Zur Ausstellung. Historisches Museum Hannover, Hannover 1992.
- NS-Geschichte nach dem Ende der DDR: eine abgeschlossene Vergangenheit? Niedersächsische Landeszentrale für Politische Bildung, Hannover 1992.
- (Bearb., mit Sibylle Obenaus): Karl Raloff. Ein bewegtes Leben: Vom Kaiserreich zur Bundesrepublik. Niedersächsische Landeszentrale für Politische Bildung, Hannover 1995.
- Das Foto vom Baumhängen. In: Gedenkstättenrundbrief. Hrsg. von der Stiftung Topographie des Terrors. Berlin 1995, S. 3–8.
- (Hrsg., mit Hans-Dieter Schmid): Nachkriegszeit in Niedersachsen. Beiträge zu den Anfängen eines Bundeslandes. Verlag für Regionalgeschichte, Bielefeld 1999.
- The Germans: ‘An Antisemitic People?’ The Press Campaign after 9 November 1938. In: David Bankier (Hrsg.): Probing the Depths of German Antisemitism. Berghahn Books, New York 2000, S. 147–180.
- (Hrsg.) Landjuden in Nordwestdeutschland. Vorträge des Arbeitskreises Geschichte der Juden in der Historischen Kommission für Niedersachsen und Bremen (= Veröffentlichungen der Historischen Kommission für Niedersachsen und Bremen. Band 224). Hahn, Hannover 2005, ISBN 3-7752-6024-2.
- (Hrsg., zusammen mit David Bankier und Daniel Fraenkel): Historisches Handbuch der jüdischen Gemeinden in Niedersachsen und Bremen. 2 Bände. Göttingen 2005, ISBN 3-89244-753-5 (1678 S. mit 83 Abb. und 1 Faltkarte).
- Die Sozialistische Front. In: Hans Coppi, Stefan Heinz (Hrsg.): Der vergessene Widerstand der Arbeiter. Gewerkschafter, Kommunisten, Sozialdemokraten, Trotzkisten, Anarchisten und Zwangsarbeiter (= Geschichte des Kommunismus und Linkssozialismus. Band 16). Dietz, Berlin 2012, ISBN 978-3-320-02264-8, S. 107–128.